# Houtribdijk

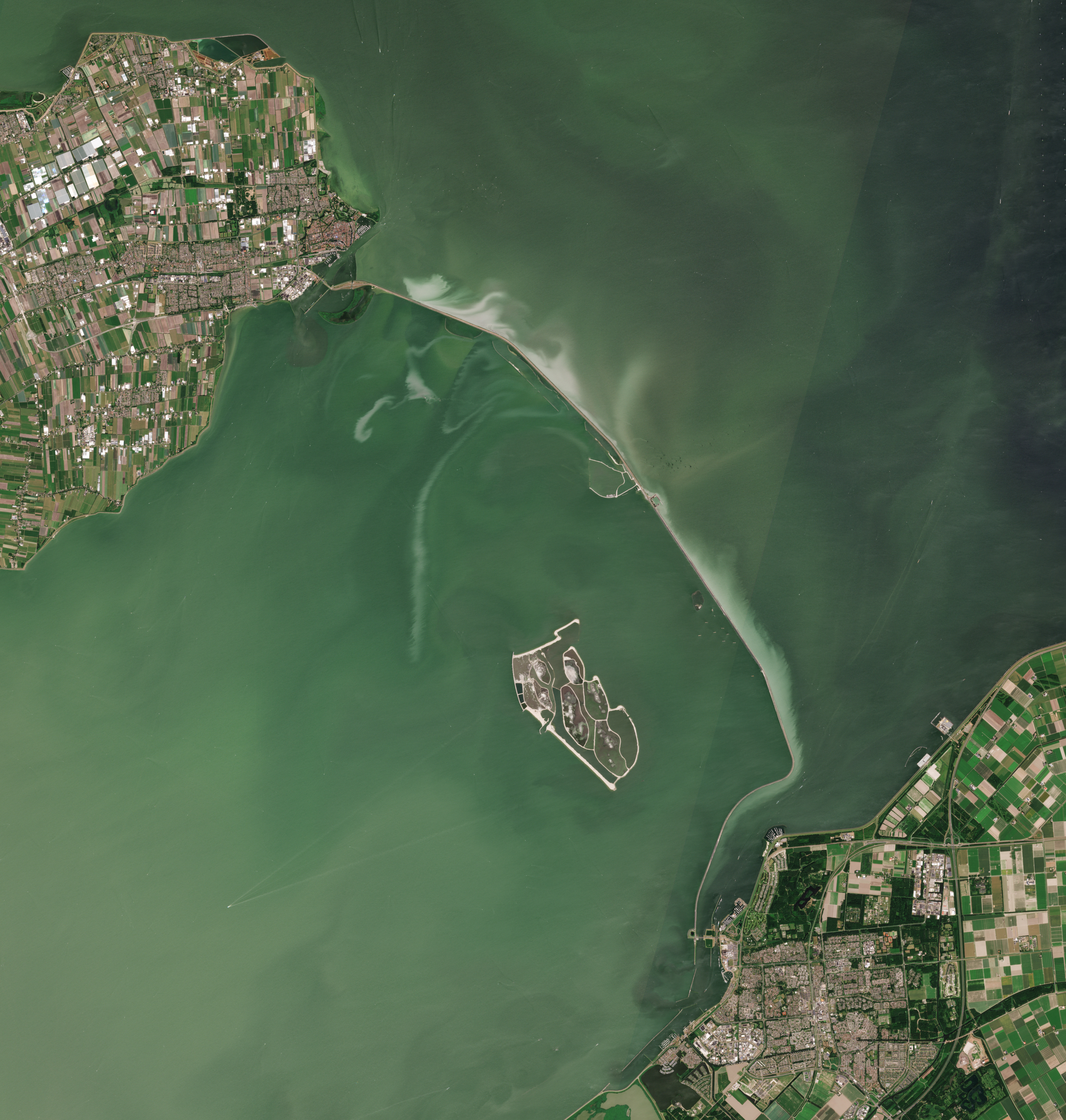
Houtribdijk (Satellitenfoto)

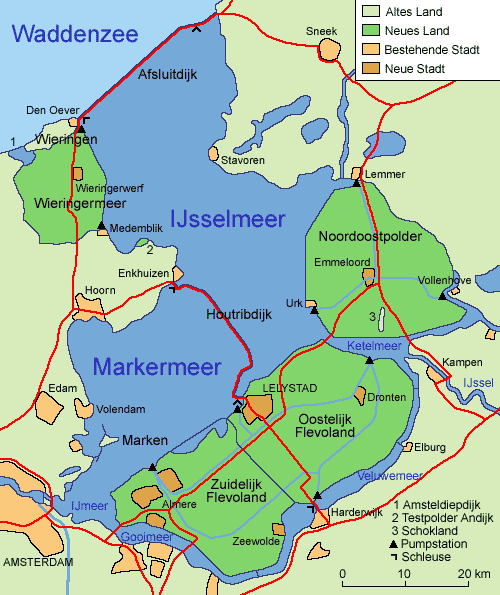
Zuiderzeewerke mit Houtribdijk.

Der Houtribdijk (deutsch Houtribdeich, auch bekannt als Markerwaarddeich, Markermeerdeich und Damm Enkhuizen-Lelystad) ist ein Deich in den Niederlanden und ein Teil der Zuiderzeewerke. Der Deich wurde zwischen 1963 und 1976 errichtet und trennt das IJsselmeer vom Markermeer.
Als Straße und Radweg verbindet der Deich die Städte Lelystad auf dem Flevopolder sowie Enkhuizen in der Provinz Nordholland. Trotz des Namens handelt es sich eigentlich um einen Damm, denn es befindet sich an beiden Seiten Wasser. Ein Deich hingegen schützt Land vor dem Wasser.

## Funktion
Der 26 Kilometer lange Houtribdijk wurde als Deich für den geplanten Markerwaardpolder gebaut. Dieser gehörte zu den ursprünglich gedachten vier großen Poldern, die auf dem Boden der ehemaligen Zuiderzee, dem heutigen IJsselmeer, entstehen sollten. Dieser letzte große Polder hätte beim Festland von Nordholland gelegen. Zwischen diesem Markerwaardpolder und dem 1968 fertiggestellten Flevopolder (mit Lelystad) hätte sich ein Wasserweg befunden. Der Houtribdijk sollte den Markerwaardpolder nordöstlich Richtung IJsselmeer begrenzen. Im Jahr 2003 gab die niederländische Regierung es jedoch endgültig auf, den Markerwaardpolder anzulegen.
Heute dient der Deich als wichtige Straßenverbindung zwischen der Provinz Flevoland und Nordholland. Er fungiert außerdem bei Sturm als Wellenbrecher zwischen Markermeer und IJsselmeer und soll den Aufstau von Wasser in den umliegenden Provinzen verhindern.

## Verkehr
Über den Deich führen eine Straße und ein Radweg, die die Städte Enkhuizen in der Provinz Noord-Holland und Lelystad in der Provinz Flevoland verbinden. Die Straße ist Teil der N307. Sie wurde am 14. Dezember 1976 eröffnet. Etwa in der Mitte des Deiches liegen der Schutzhafen Trintelhaven und eine Raststätte.
Für die Schifffahrt gibt es drei Schleusen-Komplexe:
- Die Krabbersgatschleusen (kommerziell) und die Houtribschleusen bei Lelystad sind für die Regulierung des Wasserstandes im Markermeer und IJsselmeer notwendig.
- Das Naviduct Krabbersgat in Enkhuizen dient als Kreuzung von Straßen- und (Freizeit-)Schiffsverkehr. Es ist weltweit das erste Bauwerk dieser Art und wurde 2003 fertiggestellt. Die Schleusen haben eine Länge von 125 Metern, eine Breite von 12,5 Metern und eine Schwellentiefe von −4,5 Metern NAP (Amsterdamer Pegel). Die Straße verläuft unterhalb der Doppelschleuse, der tiefste Punkt ist auf −10,80 Metern NAP.[3]

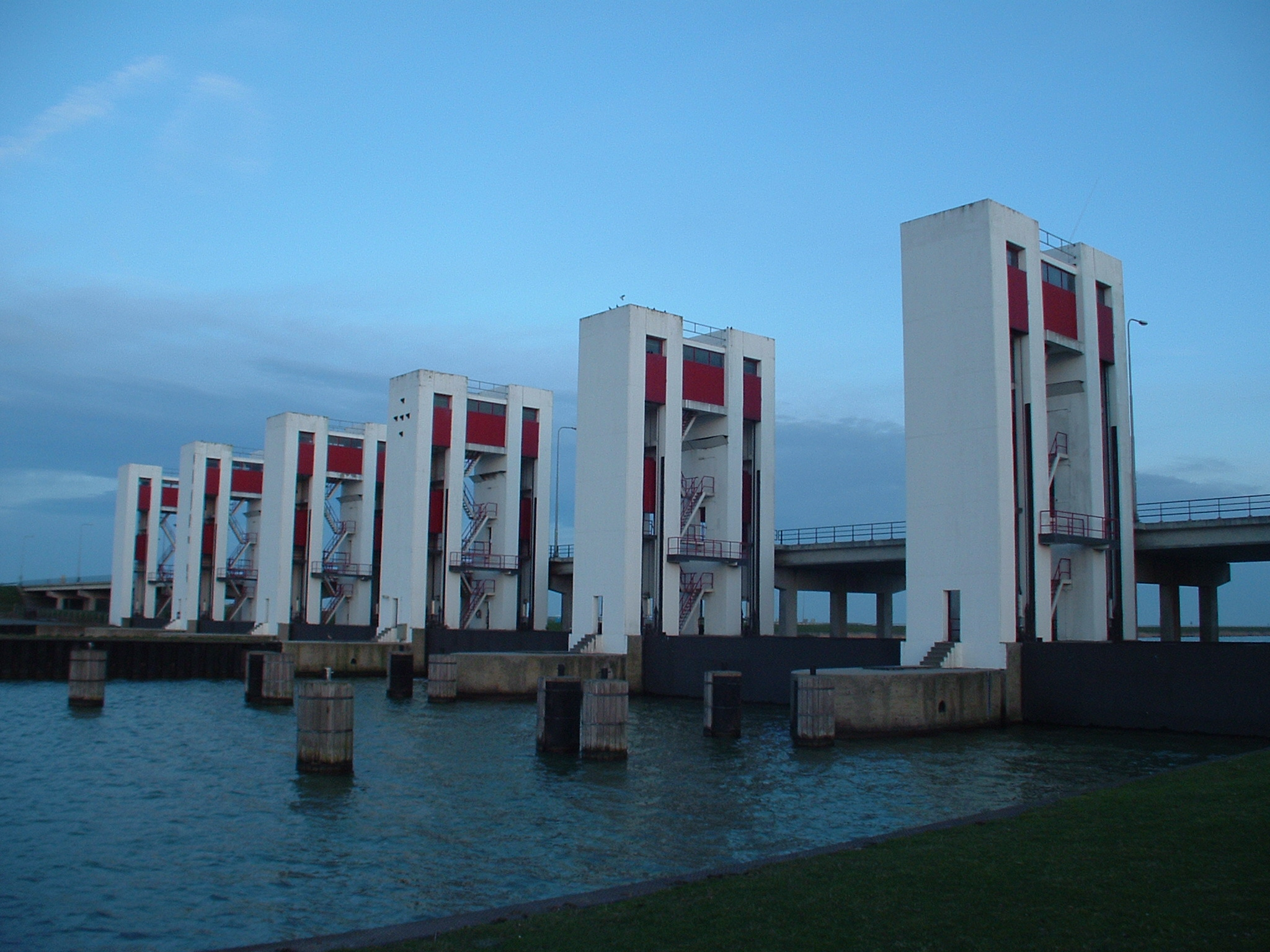
Houtribsluizen bei Lelystad
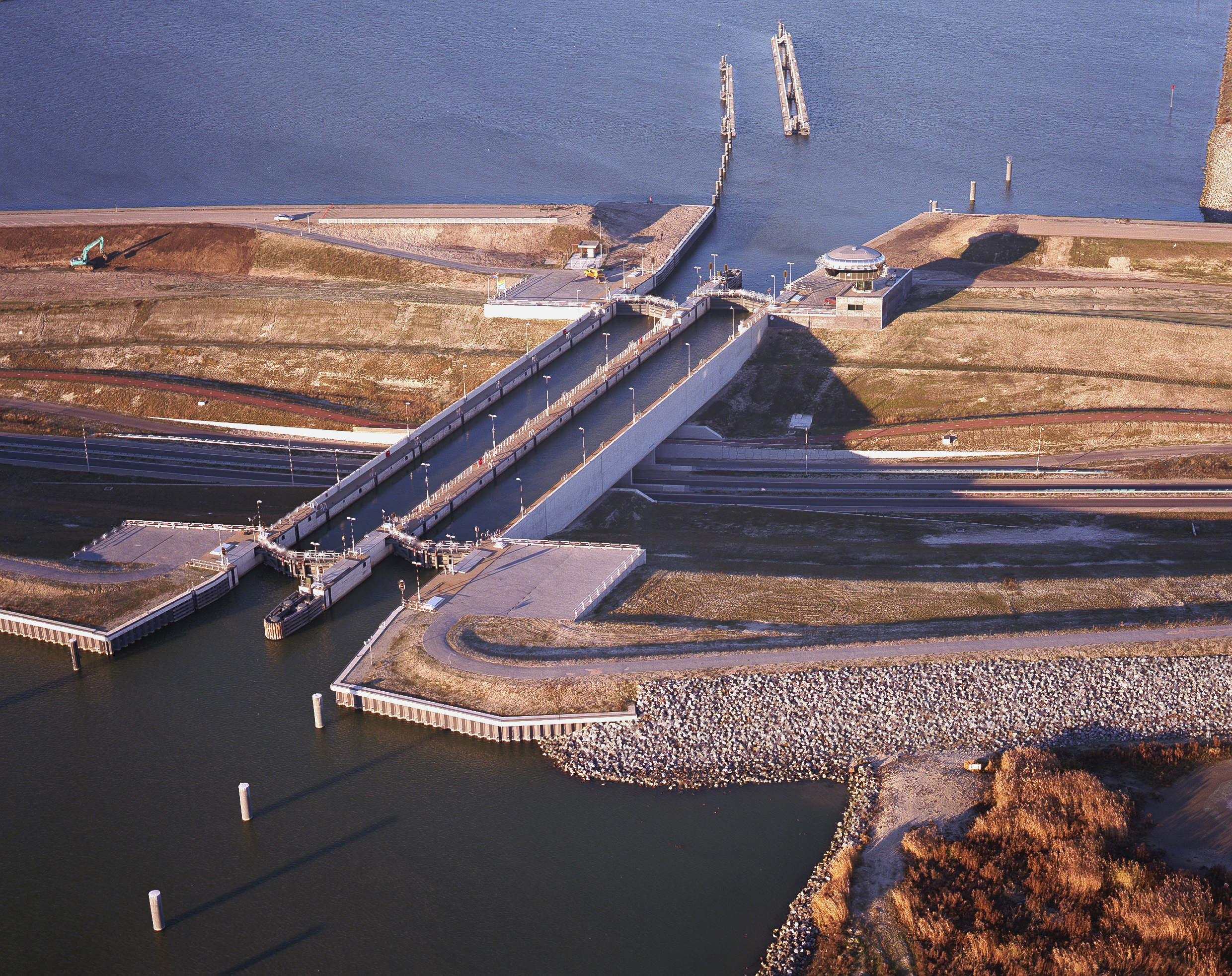
Das Naviduct bei Fertigstellung, 2003. Im Bild vorne das Markermeer, hinten das IJsselmeer.
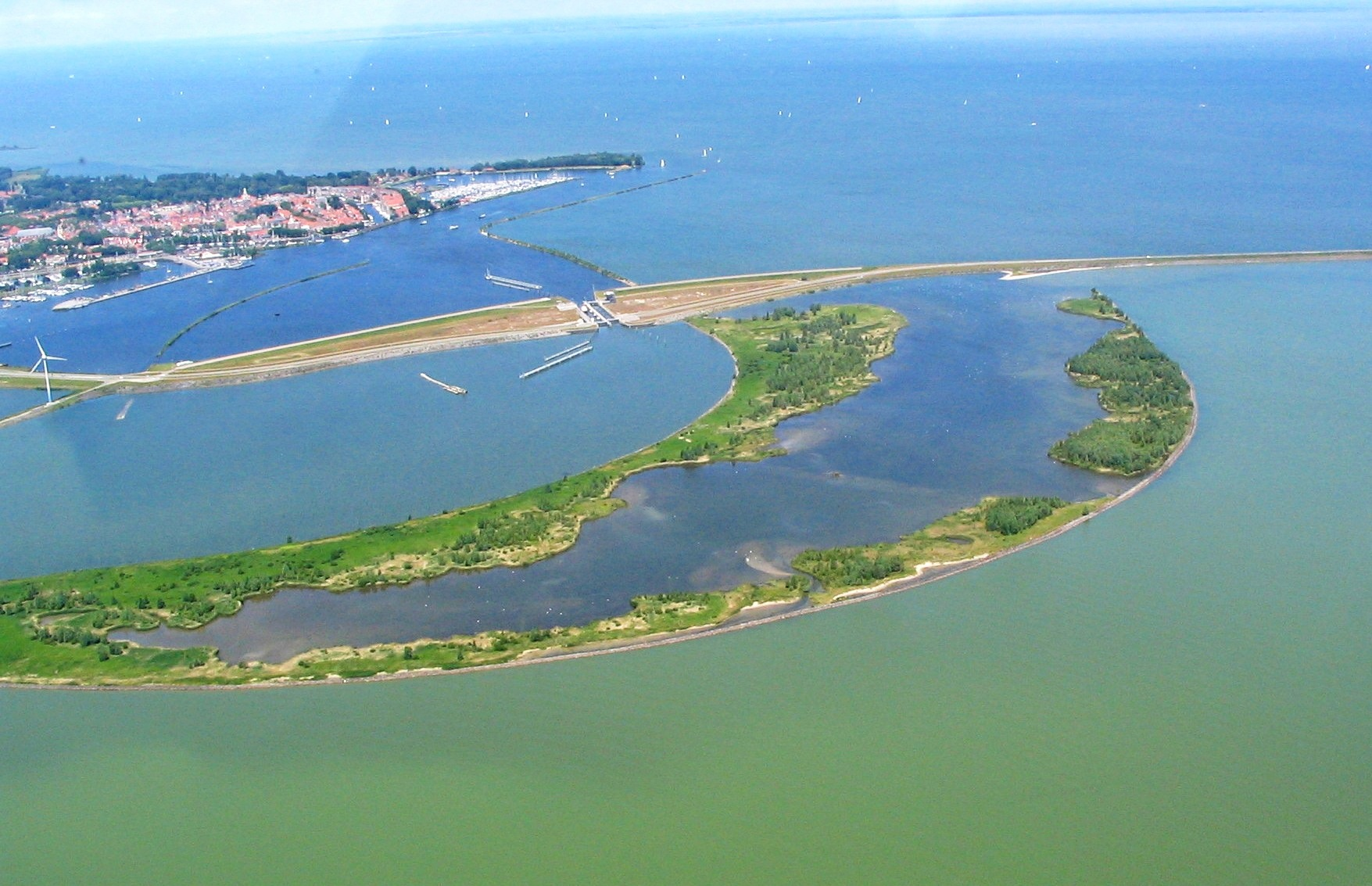
Flugaufnahme: Die Stadt Enkhuizen im Hintergrund
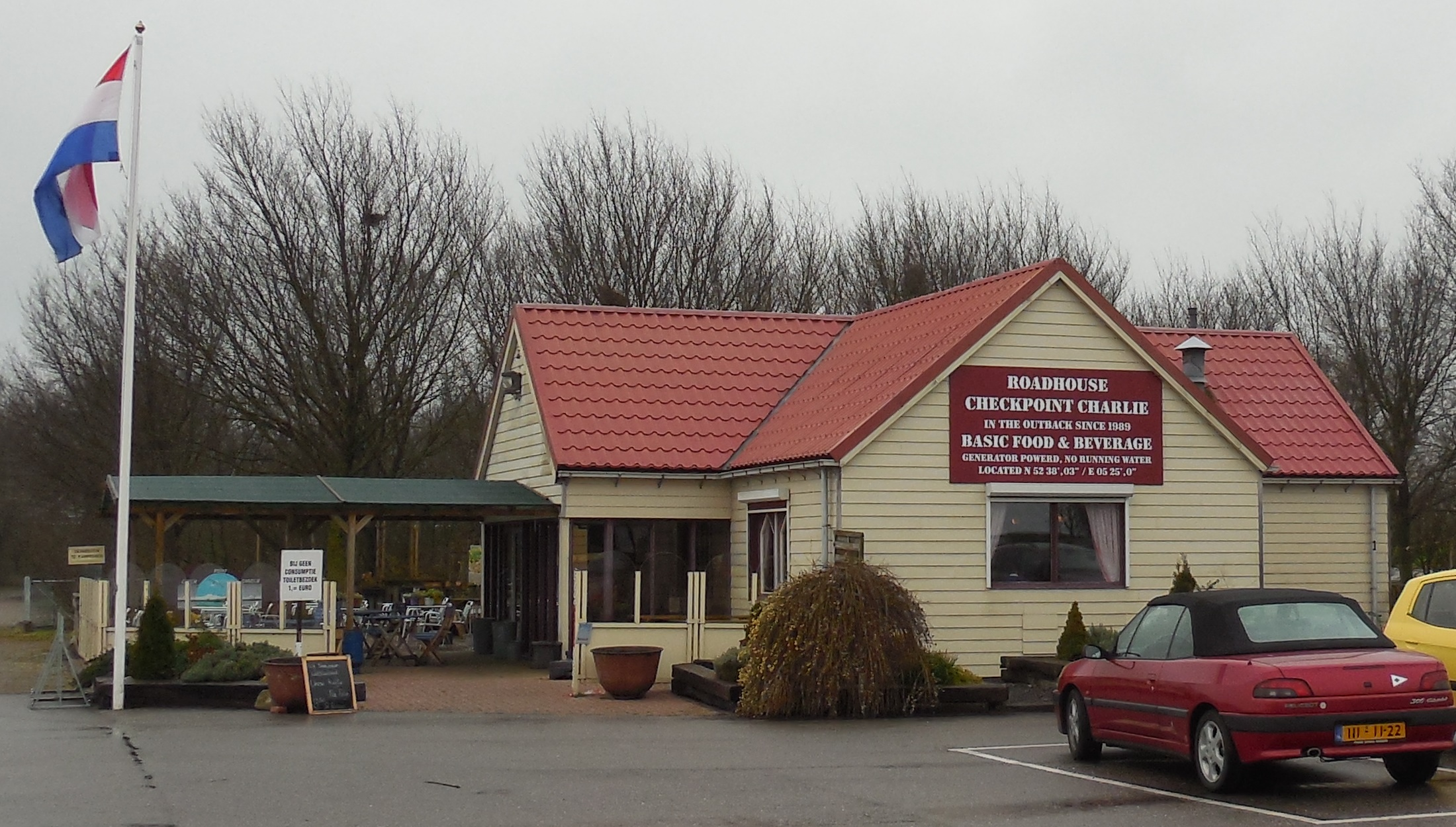
Rasthaus Roadhouse Checkpoint Charlie
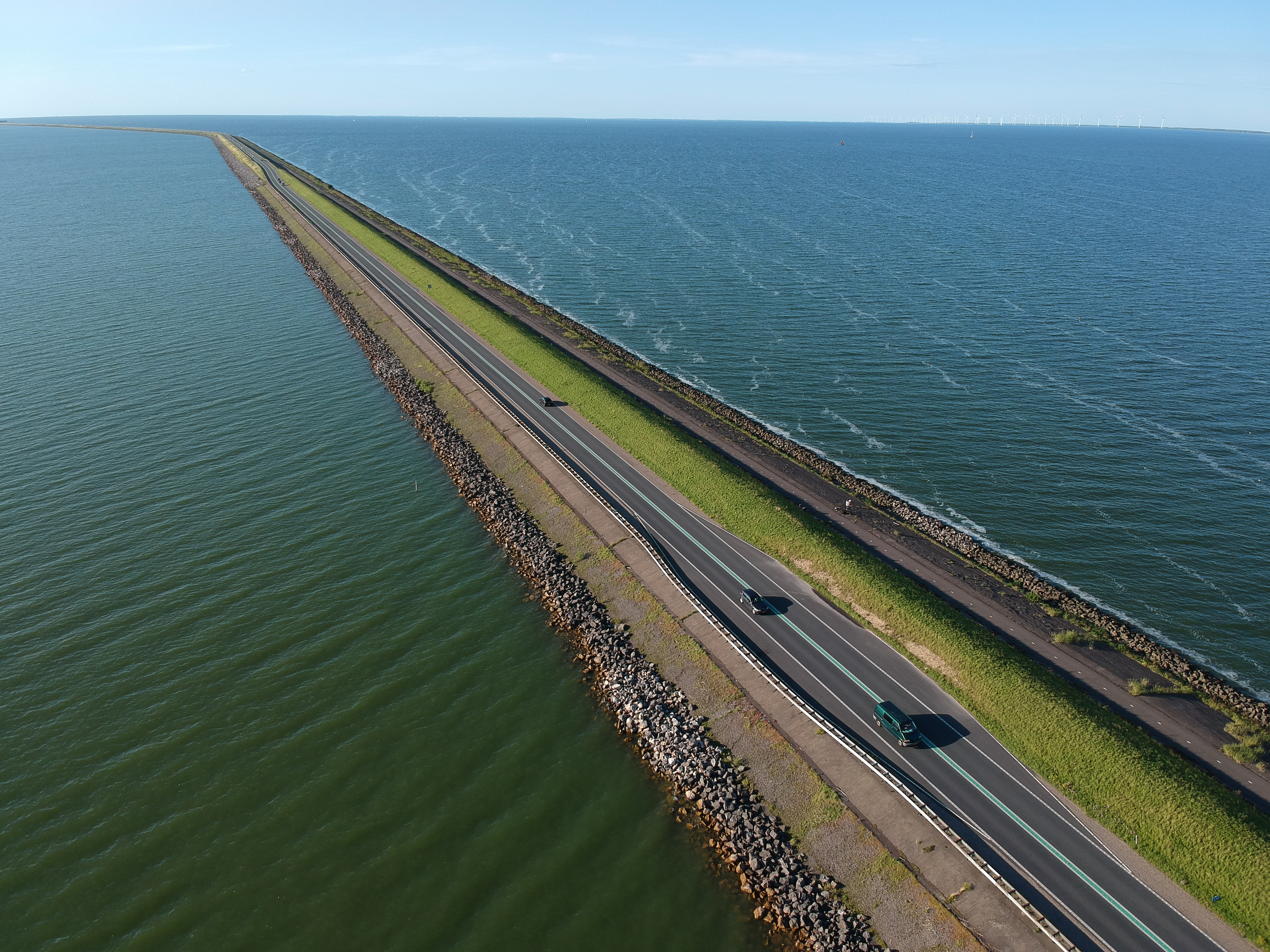
Die Straße auf dem Damm
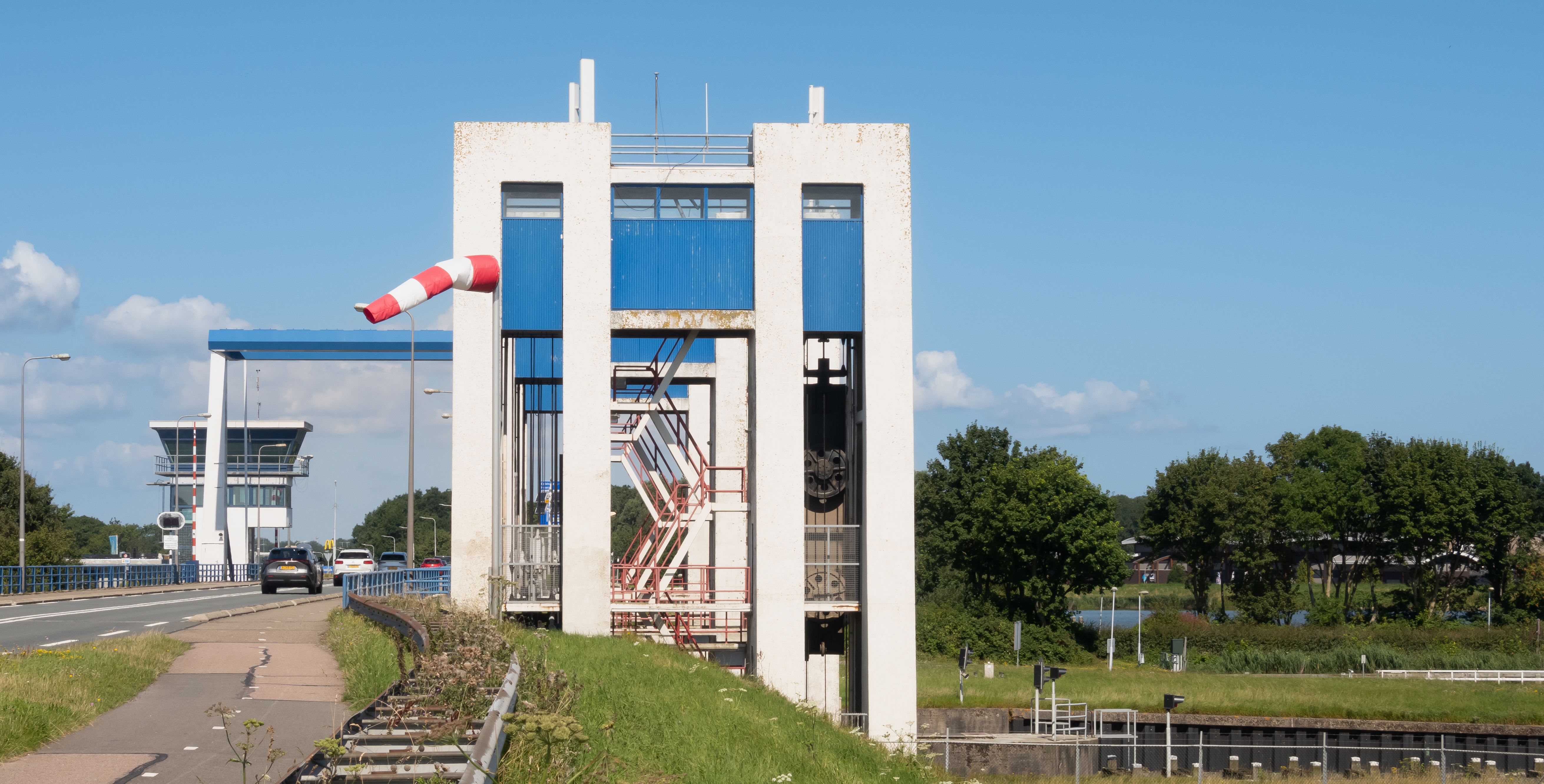
Krabbersgat-Schleuse (Houtribdeich bei Enkhuizen)